# Erdőköz
Erdőköz (1886-ig Polhora, szlovákul: Pohronská Polhora) község Szlovákiában, a Besztercebányai kerületben, a Breznóbányai járásban.

## Fekvése
Breznóbányától 14 km-re délkeletre, a Rohozsna-patak partján fekszik.

## Története
A falu története 1786-ig nyúlik vissza, amikor az akkor Breznóbányához tartozó bányakamarai területre Felső-Árva vidékéről 30 telepes család érkezett.
A 18. század végén Vályi András így ír róla: „PODHOLSZKY. Tót falu Zólyom Vármegyében, földes Ura a’ Besztertzebányai Bányászi Kamara, lakosai katolikusok fekszik Benyushoz nem meszsze, mellynek filiája, határja is hozzá hasonlító.”
A településen 1795 és 1800 között nagyolvasztó épült. 1828-ban 112 házában 856 lakos élt, akik főként vasgyártással, állattartással, favágással, fuvarozással foglalkoztak.
Fényes Elek 1851-ben kiadott geográfiai szótárában így ír a faluról: „Polhora, tót falu, Zólyom vmegyében, Breznóbánya birtoka, 280 lakossal.”
A nagyolvasztót 1853-ban újjáépítették, majd megszüntetése után az 1880-as években gőzfűrész épült. A vasúthálózat 1895-ben érte el a falut, amikor előbb a breznóbányai, majd 1896-ban a tiszolci vonal is megépült. A trianoni diktátumig Zólyom vármegye Breznóbányai járásához tartozott.
1923-ban fűrészüzem épült a községben, mely 1951-ig működött. Az 1942. augusztus 8-án kitört tűzvészben 115 ház és gazdasági épület égett le. A második világháború alatt területén élénk partizántevékenység folyt.

## Népessége
| Év:            | 1994. | 2004.   | 2014.   | 2024.   |
| -------------- | ----- | ------- | ------- | ------- |
| Emberek száma: | 1592  | 1707    | 1768    | 1678    |
| Eltérés:       |       | +7,22 % | +3,57 % | -5,09 % |

| Év:            | 2023. | 2024.   |
| -------------- | ----- | ------- |
| Emberek száma: | 1689  | 1678    |
| Eltérés:       |       | -0,65 % |

1910-ben 1847-en, többségében szlovák anyanyelvűek lakták, jelentős magyar kisebbséggel.
2001-ben 1718 lakosából 1598 szlovák volt.
2011-ben 1771 lakosából 1622 szlovák volt.

## Nevezetességei
- Mihály arkangyal tiszteletére szentelt klasszicista római katolikus temploma 1802 és 1808 között épült.
- Nepomuki Szent János kápolna.
- A szlovák nemzeti felkelés emlékműve.